# Andreu Rifé Oro
Andreu Rifé i Oro (Barcelona, 10 de julio de 1973) es un arquitecto técnico, actor, cantante y compositor musical español.

## Vida
Andreu Rifé nace y vive en Barcelona hasta los 17 años, edad en la que viaja a Canadá para terminar sus estudios de bachillerato. Más tarde, cursa los estudios de Arquitectura Técnica en la Universidad Politécnica de Cataluña, donde ya entra en contacto con la compañía de teatro universitario Los Pelones, liderada por el autor y escritor Albert Espinosa, y con la cual actuará en certámenes de teatro universitario en París, Bath, Dijon, Madrid y Santiago de Compostela. Posteriormente, con la misma compañía, pero ya fuera del ámbito universitario, entra dentro del circuito teatral de Barcelona. Actuará en salas com el desaparecido Teatre Malic (2001-02), la Sala Beckett (2003), el Teatreneu (2004), el Teatre Tantarantana (2006), el Centro Dramático Nacional de Madrid (2007) y el Teatre Villarroel de Barcelona (2009). 
Paralelamente al teatro, en 2002 empieza a profundizar sus estudios musicales, y un año más tarde abandona sus funciones de arquitecto tècnico, para centrarse definitivamente en las actividades de actor y músico. Entre 2004 y 2007 presenta sus primeras maquetas musicales de estilo pop-autor. En 2008 debuta en el mercado discográfico con Terròs! -Andreu Rifé canta David Monllau-, un disco presentado por el autor en los escenarios en formato de teatro musical. En 2010 publica su segundo disco Roba’m la cartera!, también en formato de teatro musical, el cual escribirá i dirigirá el mismo. Al mismo tiempo, colabora en discos como II Premi Martí i Pol, promovido por Lluís Llach, Lo Carrilet de la Cava, del poeta Josep Bo, i Ebresons 2009.
Aparte de su trabajo como autor musical, Andreu Rifé es responsable del diseño sonoro de la compañía Los Pelones, y ha colaborado en la banda sonora de la película No me pidas que te bese porque te besaré, de Albert Espinosa.
En el terreno de la televisión ha participado como actor en series como Majoria absoluta (2006), El cor de la ciutat (2008), y Polseres vermelles (2010). 
En el cine debuta colaborando en BCN 08001, de Antoni Verdaguer (2004), y Va ser que nadie es perfecto, de Joaquim Oristrell (2005). Más tarde, actuará en 2007 interpretando un papel principal en No me pidas que te bese porque te besaré, de Albert Espinosa.

## Discografía
- Terròs! –Andreu Rifé canta David Monllau- (2008)
- Roba’m la cartera (2010)
- Ping Pong (2012)

## Filmografía

### Televisión
- Majoria absoluta (2006)
- El cor de la ciutat (2008)
- Polseres vermelles (2011-2012)

### Cine
- BCN 08001 (2004)
- Va a ser que nadie es perfecto (2005)
- No me pidas que te bese, porque te besaré (2007)

### Teatro
- Els nostres tigres beuen llet (2012)